# Geltorf
Geltorf (dänisch: Geltorp; platt: Geldörp) ist eine Gemeinde im Kreis Schleswig-Flensburg in Schleswig-Holstein.

## Geographie

### Geographische Lage
Das Gemeindegebiet von Geltorf erstreckt sich im Naturraum Schwansen, Dänischer Wohld (Haupteinheit Nr. 701) auf der erstgenannten Halbinsel zwischen Schlei und Eckernförder Bucht südöstlich vom Selker Noor.

### Gemeindegliederung
Die Gemeinde gliedert sich siedlungsgeographisch in verschiedene Wohnplätze. So liegen, neben dem für die Gemeinde namenstiftenden Dorf, ebenfalls die weiteren Dörfer Esprehm (dänisch Esbrem) und Altmühl teilweise im Gemeindegebiet.

### Nachbargemeinden
Unmittelbar angrenzende Gemeindegebiete von Geltorf sind:
| Selk | Fahrdorf                                    |                 |
|      | Kompassrose, die auf Nachbargemeinden zeigt | Borgwedel, Güby |
|      | Brekendorf                                  |                 |

## Geschichte
Der Ortsname wurde 1575/1576 schriftlich dokumentiert und bedeutet etwa Dorf des Gælli. Er setzt sich aus -torf (adän. thorp, mndt. dorp) für Dorf, Siedlung und *Gælli als Nebenform zum altnordischen Rufnamen Gellir (vgl. altnord. gella ≈ brüllen, also etwa der Brüllende) zusammen. Eine Parallele ist Gjellerup in Westjütland.
Bis zum Deutsch-Dänischen Krieg 1864 gehörte der Ort zum Herzogtum Schleswig, welches ein Lehen Dänemarks gewesen ist. Kirchlich gehörte der Ort zum Kirchspiel Haddeby (Haddeby Sogn).
Geltorf wurde mehrfach im Rahmen des Wettbewerbs Unser Dorf soll schöner werden ausgezeichnet.

## Kultur
Das Dorfleben der Gemeinde Geltorf wird von mehreren Vereinen und Verbänden geprägt. Zu diesen gehören die „Geldörper Schüttengill vun 1863“, die Freiwillige Feuerwehr Geltorf und die „Geldörper Punschtied“. Im Herzen der Gemeinde liegt „Reimers Gasthof“. Dieser stellt den Dorfmittelpunkt dar. In ihm feiert die Schützengilde ihr Fest, veranstaltet die Feuerwehr ihre Bälle und feiern die Bürger ihre Jubiläen und Geburtstage. Aber auch von sich aus veranstaltet die Betreiberfamilie Drews viele Buffets und sogar Konzerte.

### Freiwillige Feuerwehr Geltorf
Außerhalb des Dorfkruges organisiert die Freiwillige Feuerwehr Osterfeuer und Kastaniengrillen direkt am Feuerwehrhaus. Selbige versucht in jedem Jahr, in dem es die Temperaturen zulassen, ein Eisstockschießen in der Gemeinde zu veranstalten. Zu den festen Terminen der Feuerwehr in der Gemeinde gehört ein Verspielen, das gemeinsam mit der Freiwilligen Feuerwehr Selk ausgeführt wird. Ebenfalls veranstaltet sie einen öffentlichen Feuerwehrball im Gasthof der Gemeinde.

### Geldörper Punschtied
Die „Geldörper Punschtied“ ist ein kleiner Weihnachtsmarkt, der von einem Interessensverbund der Geltorfer Wirtschaftsbetriebe geplant und ausgeführt wird. Die Erstauflage fand im Jahr 2003 statt. In den ersten Jahren wurde sie auf dem Vorplatz der Bushaltestelle veranstaltet. Inzwischen bietet sie ihren Besuchern unter dem Vordach des Feuerwehrhauses Platz. Jährlich kommen circa 400 Besucher am Samstag des vierten Adventswochenendes zu dieser Veranstaltung. Die erwirtschafteten Überschüsse fließen in die Verschönerung der Gemeinde, so wurden nach und nach alle Straßenlaternen mit Adventssternen versehen und der Spielplatz erhielt neue Spielgeräte.

### Geldörper Schüttengill vun 1863
Seit mehr als 150 Jahren ist die Schützengilde ein fester Bestandteil des Dorflebens. Ihre Festwoche liegt auf dem letzten Juniwochenende. Jährlich wird in dieser ein neues Schützenkönigspaar ermittelt.

## Politik

### Gemeindevertretung
Bei der Kommunalwahl am 14. Mai 2023 wurden insgesamt neun Sitze vergeben. Von diesen erhielt die Allgemeine Wählergemeinschaft in der Gemeinde Geltorf fünf Sitze und die Kommunale Wählergemeinschaft Geltorf vier Sitze.

### Wappen
Blasonierung: „Von Silber und Rot durch einen blau-silbernen Wellenbalken schräglinks geteilt. Oben ein sitzender, natürlich tingierter Eisvogel in Halbrückenansicht, unten zwei goldene Brakteaten, der untere etwas größer.“

## Wirtschaft und Verkehr
Die Gemeinde ist vorwiegend landwirtschaftlich geprägt, weist jedoch auch reine Wohngebiete auf. Auch Handwerksbetriebe und Kleinstunternehmen sind in Geltorf ansässig.
Die Gemeinde Geltorf liegt in ländlicher Umgebunge etwa 7 km (Luftlinie) südlich von Schleswig an den nördlichen Ausläufern der Hüttener Berge. Südwestlich verläuft die Bundesautobahn 7 von Rendsburg nach Schleswig und nordöstlich die Bundesstraße 76 von Eckernförde nach Schleswig.
In die Gemeinde gelangt man auf der Kreisstraße 1, die nördlich der gemeindlichen Dorflage vorbei führt und im gemeindeübergreifenden Ortsteil Esprehm schließlich zur Kreisstraße 54 wird.